# Anreade e São Romão de Aregos
Anreade e São Romão de Aregos (oficialmente: União das Freguesias de Anreade e São Romão de Aregos) é uma freguesia portuguesa do município de Resende, com 9,83 km² de área e 1348 habitantes (censo de 2021). A sua densidade populacional é 137,1 hab./km².

## História
Foi criada aquando da reorganização administrativa de 2012/2013, resultando da agregação das antigas freguesias de Anreade e São Romão de Aregos:

## Demografia
A população registada nos censos foi:
| Distribuição da População por Grupos Etários | Distribuição da População por Grupos Etários | Distribuição da População por Grupos Etários | Distribuição da População por Grupos Etários | Distribuição da População por Grupos Etários | Distribuição da População por Grupos Etários |
| -------------------------------------------- | -------------------------------------------- | -------------------------------------------- | -------------------------------------------- | -------------------------------------------- | -------------------------------------------- |
| Antes da agregação                           |                                              |                                              |                                              |                                              |                                              |
| Ano                                          | 0-14 anos                                    | 15-24 anos                                   | 25-64 anos                                   | >= 65 anos                                   | Total                                        |
| 2001                                         | 322                                          | 223                                          | 770                                          | 278                                          | 1593                                         |
| 2011                                         | 252                                          | 198                                          | 744                                          | 277                                          | 1471                                         |
| Após a agregação                             |                                              |                                              |                                              |                                              |                                              |
| Ano                                          | 0-14 anos                                    | 15-24 anos                                   | 25-64 anos                                   | >= 65 anos                                   | Total                                        |
| 2021                                         | 174                                          | 157                                          | 728                                          | 289                                          | 1348                                         |